# احتمالاً من هستم
«احتمالاً من هستم» تک‌آهنگی از استینگ و اریک کلپتون است. این تک‌آهنگ در اسلحه مرگبار ۳ معرفی شد.
این تک‌آهنگ در چارت ایتالیا در رتبه اول و در چارت‌های فرانسه و هلند جزو ده ترانه اول گرفت.